# Kalawanng
Le kalawanng est un mets typiquement créole originaire de la Guyane. Considérée comme une entrée, elle est aussi consommée comme dessert salé. Les mangues sont parfois remplacées par des papayes vertes.
Cette salade de mangues vertes est souvent préparée à la période où celles-ci sont abondantes.